# Vida nueva (álbum)
Vida Nueva es el quinto álbum del rapero cristiano puertorriqueño Funky, segundo del tipo recopilatorio de varios artistas y colaborativo junto a DJ Pablo, productor musical que había trabajado en producciones de Daddy Yankee y Pina Records. El álbum contiene 27 pistas: 14 canciones y 13 instrumentales de todos los temas (excepto la introducción «La gran fuga», interpretado por Freedom, ex bailarín de Vico C), participaciones de Alex Zurdo, Manny Montes, Quest, Dr. P, entre otros, y la producción musical a cargo de Funky y DJ Pablo.
Este es el primer álbum del puertorriqueño distribuido exclusivamente por Funkytown Music y no contó con vídeo oficial para ningún tema. El sencillo promocional fue «Súbelo» de Funky y Sammy. En el álbum Remixed de KJ-52 de 2006, Funky interpretó el tema «Jesus (Reggaeton Remix)» con el mismo instrumental del sencillo de Vida Nueva. Con esta participación, Funky y DJ Pablo son incluidos en los créditos del álbum del rapero norteamericano, producción que en 2007 sería galardonada en los Premios Dove a Mejor álbum de Rap/Hip Hop.

## Lista de canciones
| N.º | Título                                 | Duración |  |
| 1.  | «La gran fuga (Intro)» (Freedom)       | 1:25     |  |
| 2.  | «Súbelo» (Funky featuring Sammy)       | 3:29     |  |
| 3.  | «Vida nueva, vida eterna» (Emanuel)    | 2:59     |  |
| 4.  | «Loco» (Alex Zurdo)                    | 3:06     |  |
| 5.  | «Esto si es vida» (Triple Seven)       | 2:54     |  |
| 6.  | «No me quedo callao» (Manny Montes)    | 2:52     |  |
| 7.  | «Ahora es que es» (Quest)              | 2:56     |  |
| 8.  | «Hasta que te conocí» (Sammy)          | 3:13     |  |
| 9.  | «Nacimos de nuevo» (Dr. P)             | 2:21     |  |
| 10. | «Piensalo bien» (Jey)                  | 3:57     |  |
| 11. | «Señor Jesús» (Mr. Chevere)            | 2:46     |  |
| 12. | «Ella se prepara» (Donteo & Yanel/DNY) | 3:29     |  |
| 13. | «Me activo» (Sons Of Christ)           | 2:37     |  |
| 14. | «Cristo salva» (Pito)                  | 2:39     |  |
| 15. | «Súbelo (Pista)»                       | 3:29     |  |
| 16. | «Vida nueva, vida eterna (Pista)»      | 2:59     |  |
| 17. | «Loco (Pista)»                         | 3:06     |  |
| 18. | «Esto si es vida (Pista)»              | 2:54     |  |
| 19. | «No me quedo callao (Pista)»           | 2:52     |  |
| 20. | «Ahora es que es (Pista)»              | 2:56     |  |
| 21. | «Hasta que te conocí (Pista)»          | 3:13     |  |
| 22. | «Nacimos de nuevo (Pista)»             | 2:21     |  |
| 23. | «Piensalo bien (Pista)»                | 3:57     |  |
| 24. | «Señor Jesús (Pista)»                  | 2:46     |  |
| 25. | «Ella se prepara (Pista)»              | 3:29     |  |
| 26. | «Me activo (Pista)»                    | 2:37     |  |
| 27. | «Cristo salva (Pista)»                 | 2:39     |  |